# 1962年のテレビ (日本)
1962年のテレビ（1962ねんのテレビ）では、1962年（昭和37年）の日本におけるテレビジョン放送全般の動向についてまとめる。

## 主なできごと
NHK教育テレビ、地方に相次いで大量開局。
この年、NHK教育テレビが地方都市にて20局も開局する（詳細は、「#開局」の項目を参照）。
名古屋放送、広島テレビ放送、仙台放送が開局。
全てテレビ単営局。前者は東海地区で3局目、広島テレビ・仙台放送は、広島・宮城の各県で2局目の民放テレビ局となる。
東京→北陸→大阪で、初めてカラーテレビの下りネット回線が開通。北陸で、地方初のカラー放送が開始。
- 6月10日、電電公社のテレビネット回線が、東京→北陸→大阪のNHK総合と日本テレビの下り回線に於いて、カラー対応の高規格化整備が完了。これを受け、大阪のNHK大阪放送局の総合テレビと読売テレビにて、東京発大阪受けのカラー同時放送が開始。
- 更に7月22日には、このネット回線の開通により、北陸3県（富山・石川・福井）のNHK総合テレビと民放テレビ局3局（北日本放送、北陸放送、福井放送）でも、地方初のカラー放送を開始（「#既存局のカラー放送開始」も参照）。

番組関係
- TBS系・JNN系列局にて、日本初のキャスター制のニュース番組『JNNニュースコープ』放送開始。夕方ニュースの看板番組として、1990年4月1日まで27年半も続く長寿番組となる。
- 中部日本放送にて、2025年7月現在も継続中の長寿番組『キユーピー3分クッキング』放送開始。

## 番組関係のできごと
1月
- 5日 - NHK総合、『海外取材番組』で「東南アジアの自然をたずねて」が放送開始（ - 3月30日、全13回）。[1]
- 8日 - NHK総合、『先週の交通事故から』放送開始。4月26日からは、『今週の交通事故から』に番組名を変更（ - 12月28日）。[1]
- 12日 - NHK総合、皇居仮宮殿北の間から、『歌会始め』を初の実況中継。[1]
- 18日 - 日本テレビ系で、テレビドキュメンタリーの草分け的番組『ノンフィクション劇場』が放送開始（ - 1968年3月28日）[1]。以後、中断期間を挟みつつ『ノンフィクションアワー』→『驚異の世界・ノンフィクションアワー』と続き、1982年9月まで放送する。
- 22日 - NHK総合、教養番組『NHKスキー教室』放送開始（ - 1月30日）。番組には、オーストリアのスキー選手を招聘した。[1]
- 25日 - 日本テレビ系、『ノンフィクション劇場』の第2回『老人と鷹』を放送。山形県真室川町で唯一となってしまった“鷹匠”の老人と、彼に仕える狩猟用のクマタカとの葛藤および友情を描いた作品。あらゆる方面で感動を呼び、同年のカンヌ国際映画祭のテレビ映画部門に参加、同年5月16日にグランプリを受賞。[1]

2月
- 7日 - RKB毎日放送、交通事故防止テレビキャンペーン番組を特集（ - 3月29日、全16回）。[1]
- 20日 - NHK総合、アメリカの人間衛星船「フレンドシップ7号」の打ち上げで、外国放送受信部にカメラを据え、アメリカからの実況中継を同時通訳で放送。[1][2]
- 28日 - TBS系、『ニッポン情報』で、アイドホール（テレビ投影機）を使用した「アイドホール時代 解説バラエティー・ショー」を放送。[1]

3月
- 5日 - 読売テレビ、平日朝のカラー教育帯番組『日本の文学』放送開始。[1][3][4]
- 14日 - TBS系、当時のJNN基幹局3局（TBS・ABC・CBC）制作によるテレビ・ドキュメンタリ番組『カメラ・ルポルタージュ』放送開始（ - 1969年3月25日）。[5]
- 17日 - 読売テレビ、この日のプロ野球オープン戦「南海ホークス 対 阪神タイガース」（於:大阪球場）にて、西日本初のプロ野球のカラー放送を行う。[3][4]
- 28日 - NHK名古屋総合、ローカル番組『春の東山公園』にて、「ノクトビジョン」（テレビ用暗視装置）を使用して、初めて夜間の動物の生態を録画放送。[1]

4月
- 2日 - NHKが番組改定。[1]
  - NHK総合、連続テレビ小説第2作『あしたの風』放送開始（ - 1963年3月）[1]。ここから8時15分開始、土曜日まで放送されるようになる（2010年の第82作『ゲゲゲの女房』以降8時開始に、また2020年の第102作『エール』以降再び金曜日までの放送となり、2025年現在もこの形式で継続）[注 1]。
  - NHK教育、『ピアノのおけいこ』（ - 1983年3月28日）、『教養特集』が放送開始。[1]
- 6日 - NHK総合、カラー放送の音楽クイズ番組『シャープさんフラットさん』放送開始（ - 1970年3月30日）。[1][6]
- 7日 - NHK総合、名古屋放送局制作による、テレビドラマ『中学生次郎』放送開始[1]。後にこの名古屋放送局制作ドラマ枠は、『中学生時代』→『高校生時代』→『われら高校生』→『中学生群像』→『中学生日記』と番組タイトルを変え、2012年3月16日まで長きに渡って放送された。
- 9日 - NHK総合、海外ロケを行ったドラマ『二つの橋』放送開始（ - 7月2日。作:北条誠、出演:安井昌二、ヴェーラ・ベズッソ ほか）。[1]
- 11日 - NHK総合、『海外取材番組』で「東欧を行く」が放送開始（ - 6月27日、全12回）。[1]
- 23日 - 日本テレビ系、この日の「日本プロレス中継」特番にて、力道山VSフレッド・ブラッシーの試合中にブラッシーが流血する事故があり、それを見ていた老人3名が、更に同月27日の通常放送でも、グレート東郷VSブラッシーの試合中に東郷が流血した場面が放送され、それを見ていた老人3名が各々ショック死（実際には2試合合計で20人前後がショック死したとされる）する事故があった（ちなみに、この2試合はモノクロで放映された）。この影響を考慮し、日本テレビはその後、同番組に於いてのカラー放送を一時自粛したり（1964年1月31日から再開[7]）、同番組内での場外乱闘や流血シーンの放映のアップを避けるような対策をとった[8]。又、系列ネット局の読売テレビでは、翌月1日にプロレス中継の自粛を表明した[1]。

5月
- 3日 - 21時37分頃、三河島衝突事故が発生。
  - NHK総合では、事故発生後字幕スーパーでニュース速報を伝え[9]、4日早朝（3日深夜）には特設ニュースを放送、現場中継ほか朝7時20分から特別番組『国鉄三河島二重衝突事故』[10]を放送する等、特別編成を行った。[1]
- 4日 - TBS系、米ABC放映の、神経外科医の物語のテレビ映画 『ベン・ケーシー』放送開始（ - 1965年5月25日。出演:ビンセント・エドワード ほか）[1]。この日の第1回放送の視聴率は16.4％だったが重厚な内容が人気を呼び、やがて第5回放送（6月1日）で30.9％に上り[11]、その後視聴率は毎週40％前後で推移、第37回放送(1963年1月11日）では、50.6％の最高視聴率（ビデオリサーチ・関東地区調べ）を記録している[12]。この数字は2017年現在でも日本で放映された海外ドラマの視聴率ナンバー1である（番組の項目も参照）。
- 6日 - 朝日放送（後の朝日放送テレビ）[注 2]制作、TBS系で藤田まこと主演のコメディ時代劇『てなもんや三度笠』放送開始（ - 1968年3月31日、前田製菓一社提供）[1][13]。藤田の「あたり前田のクラッカー」の決め台詞で人気を博す。
- 7日 - 日本テレビ系、ドラマ『献身』放送開始（ - 8月31日。脚本:丹羽文雄、出演:小畑絹子 ほか）。[1]
- 21日 - NHK総合、人類初の有人宇宙飛行としてボストーク1号に単身搭乗した、ソ連（当時）の宇宙飛行士で当時来日中だったユーリイ・ガガーリンを迎え、特別番組・座談会『ガガーリン少佐にきく』を放送。[1][14]

6月
- 5日 - 民放テレビ共同企画による特別番組『三党首座談会』をNETで収録、同月7日以降、各社それぞれの放送時間・題名で放送。[1]
- 9日 - NHK教育、特別番組『日本の美』放送開始。第1回であるこの日は「日本の文様」が放送された。[1][15]
- 25日 - TBS、月～土の18時50分台で、おとぎプロダクション制作による国産テレビミニアニメ番組『まんがカレンダー』放送開始。[1]

7月
- 1日 - 第6回参議院議員通常選挙の開票速報を放送。
  - NHK総合では、コンピューター初使用し、議席数予測、党派別得票率を集計、各党本部とスタジオを結ぶ多元中継放送を実施。[1]
  - 民放では、在京テレビ4社が同開票速報を共同制作。[1]
- 4日 - NHK総合、『海外取材番組』で「南太平洋 - 自然と人間」が放送開始（ - 9月26日、全13回）。[1]
- 5日 - フジテレビ系、米NBC放映のテレビ映画『87分署』放送開始（ - 1963年1月24日。原作:エド・マクベイン）。[1]
- 14日 - TBS系で1955年の開局以来放送されてきたテレビドラマ『日真名氏飛び出す』が放送終了。
- 21日 - 日本テレビ系でオーディション番組『味の素ホイホイ・ミュージック・スクール』（味の素一社提供）が放送開始。同番組に出演したザ・ドリフターズが人気者になる（ - 1965年9月25日）。
- 23日 - NHK教育、この日の『音楽のふるさと』の「北欧のくにぐに」の回[16]で、クロマモンタージュカメラ装置 (白黒テレビの画面合成用 2イメージオルシコンカメラ)を初使用。[1]

8月
- 9日 - NHK総合、世阿弥の能楽「綾の鼓」を底本として、テレビ番組用として制作された、第2回ザルツブルク・テレビオペラ賞参加作品 歌劇『綾の鼓』放送（作:水尾比呂志、作曲:入野義朗、振付:花柳寛、出演:砂原美智子・宮原卓也 ほか）[17]。同賞の第1位を受賞。[1]

9月
- 3日 - NHK総合、海外ロケを行ったミュージカルドラマ『バリ島への道』放送開始（ - 11月26日、全13回。作:石山透、出演:近藤圭子 ほか）。[1]

10月
- 1日
  - NHK総合、全日放送となる[18]。これに伴い、平日15時から17時半の時間帯に定時番組を編成。[1]
  - TBS系
    - 日本初のキャスター制のニュース番組『JNNニュースコープ』放送開始。TBS系・JNNの夕方ニュースの看板番組として、1990年4月1日まで27年半も続く長寿番組となる。[1][19]
    - テレビニュースにアイドホールの使用を開始。[1]
    - ドラマ『人間の条件』放送開始（ - 1963年4月1日。原作:五味川純平、出演:加藤剛 ほか）。[1]
- 3日
  - NHK総合、『海外取材番組』にて「胎動するアジア」が放送開始（ - 12月26日、全13回）。[1]
  - フジテレビ系、ドラマ『大番』放送開始（ - 1963年4月24日、全26回。原作:獅子文六、出演:渥美清 ほか）。[1]
  - 高知放送、自社制作の学校放送番組『高知県のくらし』（小学校4年生社会科）放送開始（ - 1997年3月）。[1][20]
- 7日
  - NHK教育、『NHK杯テレビ囲碁トーナメント』が、ラジオ第2放送からテレビへ移行する形で放送開始。[1]
  - TBS系、『タケダアワー』枠にて、初の忍者ものドラマ『隠密剣士』放送開始（ - 1965年3月28日、全10部・計128話。出演:大瀬康一・牧冬吉 ほか）。[1]
- 8日 - 読売テレビ・日本テレビ系、トニー谷の司会で、男女のカップルが登場して歌声を披露する、視聴者参加型の歌謡番組『アベック歌合戦』放送開始（ - 1968年3月25日）。[1]
- 10日 - フジテレビ系、東京・蔵前国技館から、『プロボクシング・世界フライ級タイトルマッチ「ポーン・キングピッチ 対 ファイティング原田戦」』を中継。[1]
- 15日 - TBS系で『チャコちゃんシリーズ→ケンちゃんシリーズ』の第1作『パパの育児手帳』が開始（ - 1963年5月24日）。その後シリーズは続き、中断を挟みながら、シリーズ最終作『チャコとケンちゃん』が終了する1982年9月30日まで続いた（詳細は「ケンチャンシリーズの項を参照）。
- 16日 - NET系、ドラマ『判決』 放送開始（ - 1966年8月10日、全200回。脚本:本田英郎 ほか、演出 :八橋卓、出演:佐分利信 ほか）。[1]
- 28日 - TBS系、『東芝日曜劇場』にて、第17回文部省芸術祭参加で、全編オールロケ収録のモノクロフィルムによる製作ドラマ『煙の王様』放送（作:生田直親、演出:円谷一、出演:菅井きん・佐々木功 ほか）[1]。同芸術祭賞を受賞[21]（これを受け、翌1963年1月13日に同枠で再放送）。また1964年10月11日には「五輪記念特別番組 英語字幕スーパー版」が同枠で放送され、これを機に、当時の日本のテレビ番組としては珍しく外国でもカナダのカナダ放送協会（CBC）や米CBSでも放送された（同ドラマ名の項目も参照）。
- 31日
  - NHK総合、ヘリコプター2機・カメラ17台を使用して、空・陸・列車内から多元中継を行った報道特集『実況中継 時速200キロにいどむ』放送。[1][22]
  - 民放各社、民報協企画の番組『ヨーロッパ訪問を前に- 池田総理にきく』放送。[1]

11月
- 7日 - TBS系、米ABC放映のテレビ映画『コンバット!』放送開始（ - 1967年9月27日、全152話。出演:ビック・モロー ほか）。[1]
- 13日 - フジテレビ系にて1964年東京オリンピック協力のクイズ番組『地上最大のクイズ』（日清食品一社提供）放送開始（ - 1965年5月25日）[注 3]。[1]
- 18日 - NHK総合、この日の午前8時過ぎに「機船第一宗像丸と機船タラルド・ブロビーグの衝突事件（京浜運河事故）」が川崎市にて発生したのを受け、字幕スーパーでニュース速報を入れたり、一部の番組を中断して特設ニュース・現場中継など放送。[1][23][24][25]
- 20日 - RKB毎日放送・TBS系、『東芝日曜劇場』枠での自社制作にて同月25日に放送予定だった、防衛大進学をめぐる家族の葛藤を描いた芸術祭参加ドラマ『ひとりっ子』（作:家城巳代治・寺田信義、演出:久野浩平、出演:山本圭・加藤嘉 ほか）がこの日、スポンサーの東芝の意向で放送中止を決定[26][27]。しかしこのドラマは翌1963年1月22日、第1回テレビ記者会賞特別賞を授与される。[1]

12月
- 3日
  - NHK総合、海外ロケを行ったドラマ『アラスカ物語』放送開始（ - 1963年3月25日。作:石原慎太郎、出演:田村高広・杉浦直樹・藤田圭子 ほか）。[1]
  - CBCテレビ（中部日本放送）[注 4]制作の料理番組『キユーピー3分クッキング』放送開始（2025年7月現在も継続）[注 5]。
- 22・29日 - NHK総合、『テレビ指定席』で2週に渡り、ドラマ『背後の人』を放送（原作:有馬頼義、脚本:田村幸二、出演:岡田英次・八千草薫 ほか）。[1][28][29]
- 27日 - TBS系で『第4回日本レコード大賞』生中継。大賞は橋幸夫・吉永小百合の「いつでも夢を」。
- 31日 - NHK総合、『第13回NHK紅白歌合戦』放送。

## その他テレビに関する話題
- 2月14日 - テレビ西日本（TNC）が福岡市高宮に福岡放送局（JOJY-TV[注 6]）を開局、これまでの北九州・関門エリアから福岡県全域にエリアが広がる。
- 2月26日 - NHK、日比谷第5スタジオが、この日の『高等学校講座 (初級)』にて、日本初のリモートコントロール・テレビスタジオとして使用開始。[1]
- 2月27日
  - 元NHKアナウンサーの高橋圭三[注 7]がこの日、日本初のフリーアナウンサーに転向。
  - NHK東京のT101テレビスタジオの照明に、初めてSCR（シリコン制御整流器）調光装置を設置。[1]
- 2月28日 - フジテレビ、台湾のテレビ会社台湾電視公司の日本総代理店となる。[1]
- 3月1日 - テレビ受信契約者が1000万突破（普及率48.5%）。[1]
- 3月5日 - NET、民放で初めて「オートマチック・ステーションブレークオペレーター」の使用を開始。[1]
- 3月17日 - NHK、VTR編集装置の使用を開始。[1]
- 3月27日 - NHK名古屋教育テレビジョン放送開始。[1]
- 4月1日
  - NHK受信料を甲（テレビ・ラジオ所有）と乙（ラジオのみ所有）の2つに分ける。[1]
  - NHK金沢放送局が教育テレビの放送を開始。
  - 名古屋放送（NBN、後の名古屋テレビ放送（メ〜テレ））開局[注 8]。[1]
- 6月1日
  - NHK札幌放送局、手稲山送信所の運用を開始。これに伴い、総合テレビの送信出力を映像5kwから10kWへ増力。更に、札幌教育テレビジョンの放送を開始（映像:10kW）。[1]
  - NHK松山教育テレビジョン放送開始。[1]
- 6月10日 - 電電公社が、テレビネット用のマイクロ波回線の内、NHK総合テレビと日本テレビの下り回線を東京→北陸→大阪間で高規格化し、カラーテレビ伝送の暫定運用が開始(翌月1日から正式開始)。これにより、東京のNHK総合テレビと日本テレビからの番組が、NHK大阪放送局(総合テレビ)と読売テレビ放送へそれぞれ、同回線を経由してのカラー放送が行われる様になる。[注 9][30][31]
- 7月10日 - NHKが災害対策基本法に基づく指定公共機関となる。[1]
- 7月22日 - 北陸3県（富山・石川・福井）のNHK総合と民放テレビ3局（北日本放送、北陸放送、福井放送）が、地方局初のカラー放送を開始。[1]
- 8月4日 - 日本初のテレビ専門誌『週刊TVガイド』（東京ニュース通信社）創刊。創刊号表紙は高橋圭三。
- 9月1日
  - 広島テレビ（HTV）[注 10]、NHK山口・福岡両放送局の各教育テレビ放送開始。[1]
  - NHK、テレビ混信状況を全国的に調査（同年11月まで）。[1]
- 9月20日 - テレビ視聴率調査会社のビデオリサーチが設立。
- 10月1日 - 仙台放送（OX）開局。[注 11][1]
- 11月1日 - いずれもNHK
  - NHK山形、長野、新潟、そして福井の各放送局の教育テレビが放送開始。
  - テレビ受信機から発生するラジオ受信妨害雑音の調査を1年間実施。[1]
- 11月13日 - 郵政省、日本科学技術振興財団（東京12チャンネル、後のテレビ東京）にテレビ予備免許を交付。[1]
- 12月1日 - いずれもNHK
  - NHK大分、NHK尾道の教育テレビが放送開始。
  - テレビ・ラジオ受信の雑音実態調査を同月25日まで実施。[1]
- 12月3日 - 民間の視聴率調査会社ビデオリサーチが東京23区、246世帯を対象に機械式視聴率調査を開始（1964年より調査対象を関東地区全域と静岡県熱海市・伊東市に拡大）。
- 12月14日 - 日本テレビ、フランス国営放送（RTF）と、ニュース、ドキュメンタリー、及びドラマ番組交換協定を締結。[32][33]
- 12月20日 - NHK、受信料収納に銀行口座振替制度の利用を決定。翌年2月から東京で試行開始。[1]
- 12月28日 - NHK鳥取・松江両放送局の各教育テレビ放送開始。

## 開局
- 1月8日
  - NHK静岡教育テレビジョン
  - NHK北九州教育テレビジョン
- 2月1日 - NHK釧路教育テレビジョン

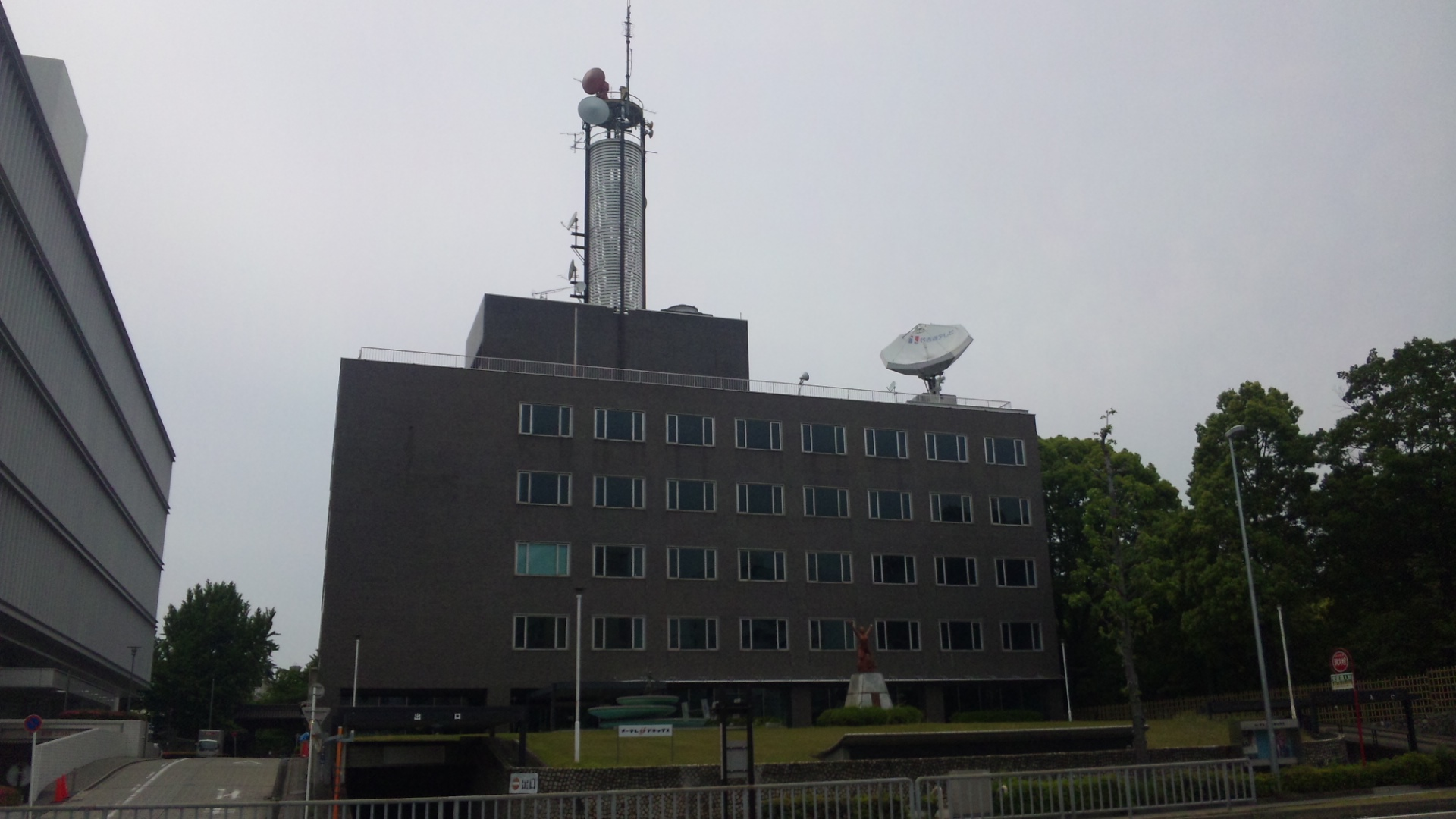
名古屋放送（4月1日開局）

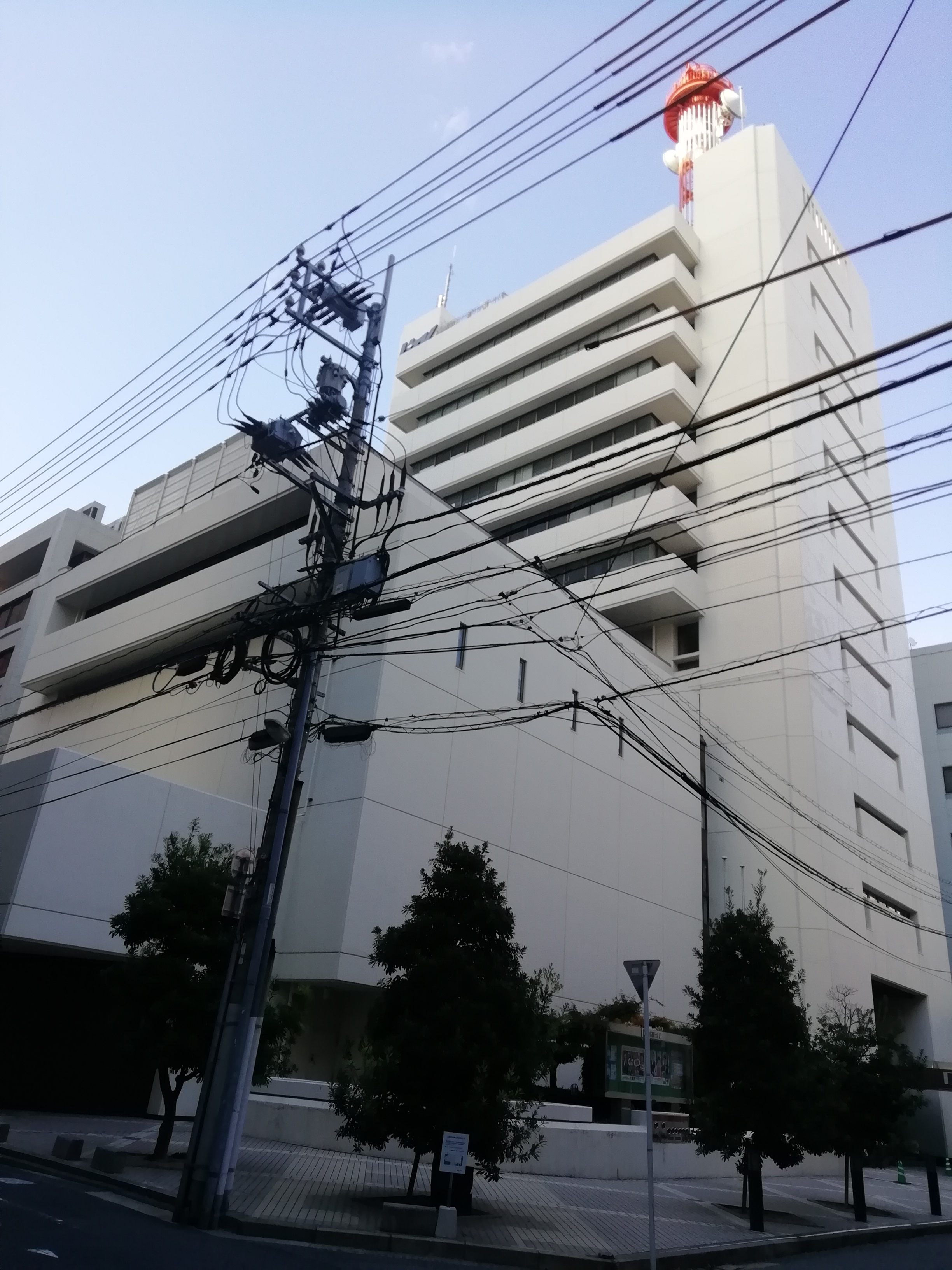
広島テレビ放送（9月1日開局）

- 3月27日 - NHK名古屋教育テレビジョン
- 4月1日
  - 名古屋放送
  - NHK金沢教育テレビジョン
- 4月8日 - NHK鹿児島教育テレビジョン
- 6月1日
  - NHK札幌教育テレビジョン
  - NHK松山教育テレビジョン
- 9月1日
  - 広島テレビ放送
  - NHK山口教育テレビジョン
  - NHK福岡教育テレビジョン
- 10月1日
  - 仙台放送
  - NHK帯広教育テレビジョン
- 10月13日 - NHK秋田教育テレビジョン
- 11月1日 
  - NHK山形教育テレビジョン
  - NHK長野教育テレビジョン
  - NHK新潟教育テレビジョン
  - NHK福井教育テレビジョン
- 12月1日
  - NHK尾道教育テレビジョン
  - NHK大分教育テレビジョン
- 12月28日
  - NHK鳥取教育テレビジョン
  - NHK松江教育テレビジョン

## 商号変更
- 1月1日 - ラジオ高知→高知放送

## 既存局のカラー放送開始
- 7月22日（いずれも地方初）
  - NHK富山総合テレビジョン
  - NHK金沢総合テレビジョン
  - NHK福井総合テレビジョン
  - 北日本放送
  - 北陸放送
  - 福井放送

## テレビ番組

### テレビドラマ
NHK
- 連続テレビ小説 あしたの風

日本テレビ系
- タッチダウン'62（カラー）[34]

TBS系
- パパの育児手帳（主演：四方晴美）
- 三波春夫アワー（朝日放送制作。主演：三波春夫）
- シャボン玉ミコちゃん（朝日放送制作。主演：弘田三枝子）
- 花の番地（朝日放送制作。主演：轟夕起子）
- ベン・ケーシー - 海外作品。
- コンバット! - 同上

フジテレビ系
- われら青春[35]
- レッツ・ゴー三人娘（出演：中尾ミエ、伊東ゆかり、園まり）

NETテレビ系
- ぼんち
- はちまき大将（毎日放送制作。主演：渋谷天外）
- 青い山脈（毎日放送制作。出演：高田美和、山田真二 他）

### 子供向けドラマ
NHK
- 中学生次郎[注 12]

日本テレビ系
- ハリスミュージカルアクション 跳び上がる娘たち（主演：市村俊幸）
- クレイジー作戦（カラー）（主演：ハナ肇とクレージーキャッツ）[36]

TBS系
- 隠密剣士（主演：大瀬康一、牧冬吉）
- てなもんや三度笠（朝日放送制作。主演：藤田まこと、白木みのる）
- 織田信長（朝日放送制作。主演：林真一郎）

フジテレビ系
- 西部の対決
- マラソン人生（主演：森川信、渥美清、朝丘雪路）

NETテレビ系

### ニュース番組
- JNNニュースコープ（TBS）
- ABCフラッシュニュース（朝日放送）

### ドキュメンタリー番組
- ノンフィクション劇場（日本テレビ）

### バラエティ番組
- ゲームの王様（日本テレビ）
- アツギハイステップショウ ハイステップ・ミコちゃん（フジテレビ）

### クイズ番組
- シャープさん・フラットさん（カラー）（NHK総合）[1][6]
- ダイハツアワー そうですちがいます（フジテレビ）
- パイロット スター・プレゼント（フジテレビ）
- 日清オリンピックショウ 地上最大のクイズ（フジテレビ）[注 3]

### 音楽番組
- 口笛吹けば（カラー）（NHK総合）[37]
- こよい歌えば（カラー）（NHK総合）[38]
- 若さで行こう（カラー）（日本テレビ）[39][40]
- リスリスアワー ハリスミュージックプレゼント（日本テレビ）
- 味の素ホイホイ・ミュージック・スクール（日本テレビ）
- カム・オン ベルベ・ショー（日本テレビ）
- 歌のグランプリショー（日本テレビ）
- 松島トモ子ショー 君の歌僕の歌（カラー）（日本テレビ）[36]
- ペギー葉山ショー（カラー）（日本テレビ）[36]
- ロス・エスパニョレスショー（カラー）（日本テレビ）[36]
- アベック歌合戦（読売テレビ）
- 大学→サンテ→ナショナル10人抜きのど自慢（TBS）
- みんなで歌おう!（TBS）
- 7時にあいまショー（TBS）
- 森永スパーク・ショー（フジテレビ）

### トーク番組
- 若い広場（NHK教育）

### 料理番組
- キユーピー3分クッキング（中部日本放送）[注 5]

### 教育番組
- ふたごのこぐま（NHK教育）
- きたきたきたよ（NHK教育）
- おとぎのへや（NHK教育）
- たのしい図工（NHK教育）
- 明るいなかま（NHK教育）
- みんなの音楽（NHK教育）
- みんななかよし（NHK教育）
- わたしたちの進路（NHK教育）
- 体育のしおり（NHK教育）
- Let's have a chat（NHK教育）
- 高校実力養成シリーズ（NHK教育）
- 日本の文学（カラー）（読売テレビ）[3][4]
- 高知県のくらし（高知放送）[1][20]

### 既存番組のカラー化
年内開始番組を除く
- 読売テレビのプロ野球中継（読売テレビ）- 3月17日のオープン戦の中継（大阪球場からの「南海ホークス 対 阪神タイガース」）[3][4]から随時（当初は日中の試合のみ[注 13]）